# Washoe County
Washoe County is een county in de Amerikaanse staat Nevada.
De county heeft een landoppervlakte van 16.426 km² en telt 339.486 inwoners (volkstelling 2000). De hoofdplaats is Reno.

## Bevolkingsontwikkeling
County's: Churchill · Clark · Douglas · Elko · Esmeralda · Eureka · Humboldt · Lander · Lincoln · Lyon · Mineral · Nye · Pershing · Storey · Washoe · White Pine
Onafhankelijke stad: Carson City